# ピエディカヴァッロ
ピエディカヴァッロ（伊: Piedicavallo）は、イタリア共和国ピエモンテ州ビエッラ県にある、人口約200人の基礎自治体（コムーネ）。

## 地理

### 位置・広がり
| 隣接するコムーネは以下の通り。括弧内のAOはヴァッレ・ダオスタ州所属を示す。 - アンドルノ・ミッカ - ビオーリオ - カッラビアーナ - カンピーリア・チェルヴォ - Gaby (AO) - ペッティネンゴ - ロザッツァ - サリアーノ・ミッカ - タヴィリアーノ - ヴァルデォラーナ (ヴァッレ・モッソ) - ヴァッレ・サン・ニコラーオ |

## 姉妹都市
- Avrieux、フランス 2009年